# SMS Posen
«Позен» (нім. SMS Posen) — німецький військовий корабель, дредноут типу «Нассау» Імператорських військово-морських сил Німеччини. Перший корабель, названий на честь провінції Позен, на сході Пруссії. Брав активну участь у Першій світовій війні.
«Позен» був закладений 11 червня 1907 року на верфі компанії Friedrich Krupp Germaniawerft у Кілі. 12 грудня 1908 року він був спущений на воду, а 31 травня 1910 року увійшов до складу ВМС Німецької імперії. Корабель був оснащений головною артилерією з дванадцяти 280-мм гармат у шести здвоєних баштах у незвичному шестикутному розташуванні. Корабель служив у складі Флоту відкритого моря разом з однотипними кораблями «Нассау», «Рейнланд» і «Вестфален» протягом більшої частини Першої світової війни, виконуючи бойові завдання в Північному морі, брав участь у кількох бойових виходах кайзерівського флоту. Кульмінацією для нього стала Ютландська битва 31 травня — 1 червня 1916 року, де «Позен» взяв активну участь у нічних боях проти британських легких сил. У безладі корабель випадково протаранив легкий крейсер «Ельбінг», який отримав серйозні пошкодження та був затоплений пізніше вночі.
«Позен» також здійснив кілька бойових виходів у Балтійське море, діючи проти російського флоту. Вперше це відбулося під час битви в Ризькій затоці, де «Позен» підтримував німецький штурм затоки. У 1918 році «Позен» був відправлений назад на Балтику для підтримки білих фінів у Громадянській війні у Фінляндії. Корабель залишився в Німеччині, тоді як більша частина флоту була інтернована в Скапа-Флоу після закінчення війни. У 1919 році, після самозатоплення екіпажами німецького флоту в Скапа-Флоу, «Позен» був переданий союзникам як заміна потопленим кораблям. Потім його відправили до Нідерландів, де в 1922 році розібрали на металобрухт.